# Lakatos Miklós (politikus)
Lakatos Miklós (Rozsnyó, 1823. április 12. – Budapest, 1913. május 30.) országgyűlési képviselő.

## Élete
Ügyvédi vizsgát 1844-ben tett. Torna megye országgyűlési írnokként alkalmazta. 1848-ban a vörössapkás zászlóaljnak Gömör megye részéről megválasztott toborzó főnöke volt. 1860-ig nem vállalt hivatalt. 1860-ban Torna megye főszolgabirája volt. Ekkor egy évig szolgált, de a provizóriumtól kezdve 1867-ig nem viselt hivatalt. 1867-től 1892-ig újra főszolgabíró volt. 1892-1901 között a szini (Abaúj-Torna megye) kerületet képviselte függetlenségi programmal. Mint a képviselőház egyik jegyzője is működött.
Országgyűlési beszédei a Naplókban vannak.